# Флаг Курского муниципального округа (Ставропольский край)
Флаг Курского муниципального округа Ставропольского края Российской Федерации — опознавательно-правовой знак, составленный и употребляемый в соответствии с вексиллологическими правилами, служащий официальным символом муниципального образования.
Флаг утверждён 26 декабря 2011 года № 273 как флаг Курского муниципального района и 20 ноября 2013 года внесён в Государственный геральдический регистр РФ с присвоением регистрационного номера 8836.
Законом Ставропольского края от 31 января 2020 года № 9−кз, 16 марта 2020 года все муниципальные образования Курского муниципального района были преобразованы в Курский муниципальный округ.
Решением совета Курского муниципального округа от 22 октября 2020 года № 26 флаг Курского муниципального района был утверждён флагом Курского муниципального округа.

## Описание
Флаг с соотношением сторон 2:3 вертикально разделён на две равные половины — красную и голубую, несущий в себе фигуры Герба Курского муниципального района Ставропольского края — серебряный (белый) редут с четырьмя бастионами, внутри которого две казачьи шашки остриями накрест в серебряных (белых) ножнах с золотыми обоймами, с серебряными (белыми) рукоятями вверх, с золотыми (жёлтыми) бантами, между ними золотой (жёлтый) пшеничный колос о двенадцати головках.— Решение Совета Курского муниципального района от 26 декабря 2011 года № 273

Флаг с соотношением сторон 2:3 вертикально разделён на две равные половины — красную и голубую, несущий в себе фигуры Герба Курского муниципального округа Ставропольского края — в рассечённом червлёном и лазоревом поле серебряный четырёхугольный крепостной профиль с бастионами по углам, внутри которого, поверх деления, золотая головка пшеничного колоса, сопровождаемая по сторонам двумя серебряными, с золотой отделкой и темляками казачьими шашками в ножнах, рукоятками вверх, лезвиями к краям щита, скрещённых концами под головкой колоса.— Решение Совета Курского муниципального округа от 22 октября 2020 года № 26

## Обоснование символики
Курский муниципальный округ Ставропольского края имеет уникальное географическое положение, поскольку граничит с четырьмя субъектами Российской Федерации: Кабардино-Балкарской Республикой, Республикой Северная Осетия — Алания, Чеченской Республикой и Республикой Дагестан. Cеребряный четырёхугольный крепостной профиль символизирует границу, четыре бастиона — четыре субъекта Российской Федерации. Терское казачье войско, которое всегда отождествлялось с территорией Курского района, отражено двумя казачьими шашками в ножнах рукоятями вверх, что говорит о миролюбии и толерантности местных жителей. Золотой пшеничный колос — символ основного вида хозяйственной деятельности округа. Красный (червлёный) цвет помимо своих солярных значений символизирует цвет крови, знамя Советской армии, поскольку на территории Курского района проходили тяжёлые бои во время Великой Отечественной войны.

## История
В 2011 году администрация Курского района совместно с художником С. Е. Майоровым разработала проекты герба и флага муниципального образования. Герб представлял собой геральдический щит, рассечённый (разделённый по вертикали) червленью и лазурью. В поле щита была помещена серебряная крепость о четырёх бастионах, внутри которой — золотой колос, перекрещённый двумя серебряными шашками в ножнах. Флаг представлял собой красно-голубое полотнище с равными половинами, на котором воспроизводились фигуры герба.
В книге Н. А. Охонько «Символы малой родины» (2019) значение описанной выше символики объясняется следующим образом:

Четырёхугольная крепость символизирует славные военные заслуги, отмечает роль Курского района как одного из российских форпостов на Северном Кавказе, а также показывает, что район соседствует с четырьмя крупнейшими национальными республиками (…). Шашки символизируют прошлое и настоящее казачества. Колос означает созидательный труд и успехи в сельском хозяйстве. Лазоревая половина указывает, что район исторически относился к терскому казачеству, а червлёная часть (…) символизирует военные заслуги и память о погибших при защите отечества.— Охонько Н. А. Символы малой родины
26 декабря 2011 года, после рассмотрения и одобрения краевой геральдической комиссией, герб и составленный на его основе флаг были официально утверждены решением совета Курского муниципального района. Согласно принятому советом положению о флаге, последний описан как флаг с соотношением ширины к длине 2:3, вертикально разделённый на две равные половины — красную и голубую, и несущий в себе фигуры герба, обоснование символики которого гласило:

Курский муниципальный район Ставропольского края имеет уникальное географическое положение, поскольку граничит с четырьмя субъектами Российской Федерации: Кабардино-Балкарской Республикой, Республикой Северная Осетия — Алания, Чеченской Республикой и Республикой Дагестан. Это обстоятельство легло в основу идейно-образного решения Герба. Серебряный редут призван олицетворять границу, четыре его бастиона — четыре субъекта Российской Федерации. Терское казачье войско, которое всегда отождествлялось с территорией Курского района, отражено двумя казачьими шашками в ножнах рукоятями вверх, что говорит о миролюбии и толерантности жителей Курского района. Золотой пшеничный колос — основной вид хозяйственной деятельности, двенадцать его головок — двенадцать муниципальных образований, входящих в состав Курского района. Червлёный цвет рассечённого щита помимо своих солярных значений символизирует цвет крови, знамя Советской армии, поскольку на территории Курского района проходили тяжёлые бои во время Великой Отечественной войны.— Решение Совета Курского муниципального района от 26 декабря 2011 года № 273
Флаг района получил положительную оценку Геральдического совета при Президенте РФ и на основании его решения 20 ноября 2013 года был внесён в Государственный геральдический регистр РФ под номером 8837.
28 марта 2014 года в Ставропольском государственном музее-заповеднике имени Г. Н. Прозрителева и Г. К. Праве заместитель председателя геральдической комиссии при губернаторе Ставропольского края Т. И. Лихачёва вручила заместителю главы администрации Курского муниципального района О. Н. Сидоренко свидетельства о регистрации герба и флага в Государственном геральдическом регистре.